# مدرعة (لباس)

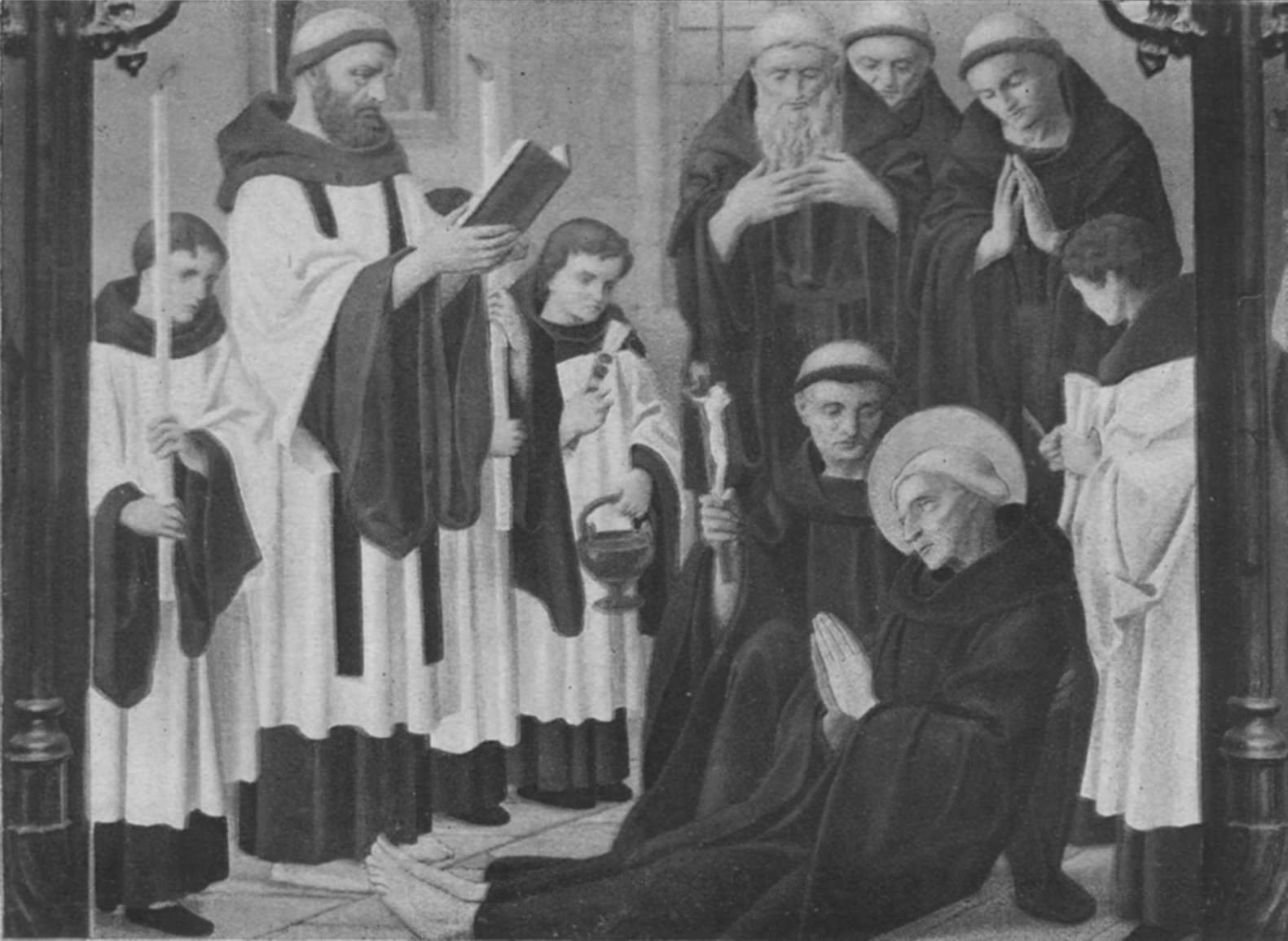
وفاة القديس بيدا يرتدي رجال الدين الرهبان ثيابًا فوق قلنسوة راهب (اللوحة الأصلية في كلية أُشاو).

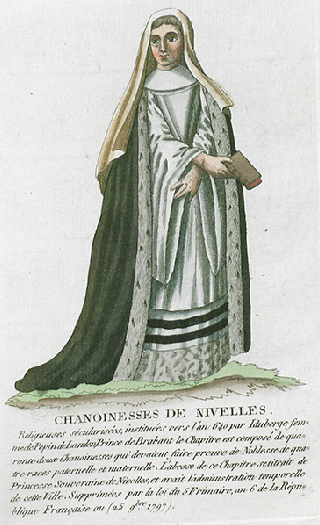

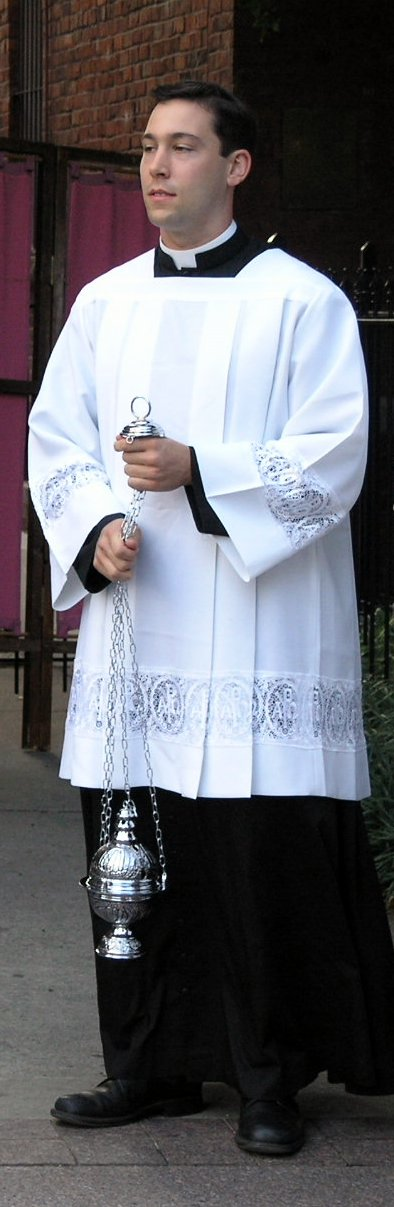
قس يرتدي مدرعة ويحمل مبخرة (كنسية)

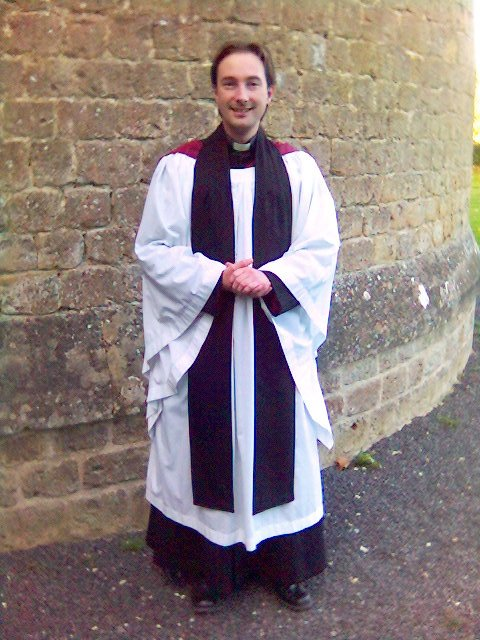
قس أنجليكاني يرتدي رداء كاهن أسودًاوثوبًا أكاديميًا ومدرعة بيضاء على الطراز الإنجليزي.

المِدْرَعة أو الكوتيَّة هو ثوب طقسي للمسيحية الغربية. يرتدي الكهنوتي شكل سترة من الكتان الأبيض أو قماش قطني ، يصل إلى الركبتين ، بأكمام واسعة أو متوسطة إلى حد ما.